# Hansel et Gretel (film, 2013)
Pour les articles homonymes, voir Hansel et Gretel (homonymie).
Série
Hansel contre Gretel
(2015)
Pour plus de détails, voir Fiche technique et Distribution.
Hansel et Gretel (Hansel and Gretel) est un film d'horreur américain sorti en 2013, produit par The Asylum et réalisé par Anthony C. Ferrante. Il met en vedette Dee Wallace, Brent Lydic et Stephanie Greco. Le film est considéré comme un mockbuster, destiné à capitaliser sur la sortie du film de Paramount Pictures et Metro-Goldwyn-Mayer Hansel et Gretel : Witch Hunters. En fait, il s’agit d’une adaptation moderne du conte de fées des frères Grimm du même nom.

## Synopsis
Une femme, nommée Sylvia, est retenue prisonnière dans un cachot. Elle brise ses chaînes et s’échappe, mais elle tombe dans un trou de piège profond à l’extérieur, se brisant la jambe. Elle est emmenée à l’intérieur et « préparée » avec des assaisonnements et des légumes avant d’être rôtie vivante dans un four.
À « The Gingerbread House », une boutique de tartes et de pâtisseries dirigée par une femme âgée nommée Lilith, l’employée Gretel Grimm organise un dîner familial privé après les heures de travail pour son frère jumeau Hansel, leur père veuf, Brandon, et sa petite amie, Ruby Lumiers. Brandon révèle qu’il a l’intention d’épouser Ruby, ce qui exaspère Hansel. Il fait irruption dans les bois voisins et Gretel finit par le suivre, le trouvant dans un piège à ours. Elle aperçoit une cabane à proximité et frappe à la porte. À la grande surprise de Gretel, Lilith ouvre et les invite à entrer. Gretel remarque plusieurs très vieilles photos de famille de Lilith et de ses enfants, les jumeaux John et Bobby et Abigail, qui sont morts en bas âge. Lilith nourrit Hansel et donne du thé à Gretel. Ils tombent bientôt dans un sommeil profond. Gretel se réveille le lendemain matin avec un mal de tête dans le lit de Lilith. Lilith est assise à côté d’elle. Lilith dit à Gretel qu’un voisin a emmené Hansel à l’hôpital. Elle lui suggère de prendre une douche pour se sentir mieux.
Hansel se réveille dans un donjon avec trois autres personnes, Kevin, Dana et Jane. Tous sont enchaînés aux murs. John et Bobby, maintenant adultes et brutaux, apportent un plateau rempli de gâteaux et de pâtisseries. Quand ils ressortent, ils emmènent Dana avec eux. Ils la préparent sur un rôti de broche humain au four. Après sa douche, Gretel est confrontée à Lilith, qui lui offre l’acte de propriété de The Gingerbread House, en disant à Gretel qu’elle a l’intention de lui laisser la boulangerie. Quand Gretel accepte, Lilith secoue l’acte et « accidentellement » coupe la main de Gretel avec le papier. Une goutte de son sang tombe sur l’acte, le « signant » involontairement avec son sang, à la grande joie de Lilith. Gretel remarque un ongle ensanglanté sur le sol et elle trouve une trappe menant à un donjon souterrain, où elle entend Hansel l’appeler. Ayant été démasquée, Lilith demande à ses fils de forcer Gretel à se joindre au « dîner de famille », où elle sert Dana fraîchement préparée. Gretel poignarde John avec son couteau, obligeant Lilith à se jeter dans le donjon. Bobby sort Jane du donjon pour la préparer, mais Hansel réussit à crocheter la serrure. Kevin décide de se sauver et s’échappe, tandis que Hansel et Gretel décident de sauver Jane. Hansel et Gretel maîtrisent Bobby, le tuant. Ils libèrent Jane, mais John trouve le corps de Bobby, enfile un masque à gaz et remplit le donjon de gaz hallucinogène. Hansel, Gretel et Jane ont chacun leurs propres hallucinations horribles.
Pendant ce temps, Brandon a alerté le shérif Woody Mekes de la disparition de ses enfants et il commence à chercher Lilith. Brandon et Ruby fouillent la forêt et finissent par trouver la cabane de Lilith. Brandon reconnaît la voiture de Lilith à l’extérieur, mais Lilith l’attaque avec une fourche, puis tue Ruby avec une machette. Dans le donjon, John tue Jane, mais Hansel et Gretel rampent à l’intérieur du four et à travers un petit puits d'aération pendant que John se lance à leur poursuite. Ils sortent et trouvent Lilith qui vient d’assassiner Ruby. Brandon l’attaque, permettant à Hansel et Gretel de s’échapper, avec John toujours à leur poursuite. Alors qu’ils s’enfuient, ils rencontrent le shérif Mekes, qui a accidentellement heurté et tué Kevin alors qu’il était sur l’autoroute en essayant de signaler sa présence. Mekes tire et tue John, mais Lilith émerge de la forêt et tue Mekes avec une flèche. Elle force le frère et la sœur à retourner à la cabane et tente une fois de plus de convaincre Gretel de la rejoindre, mais Gretel la poignarde au visage avec le collier de Ruby orné d’une croix en argent. Gretel et Hansel courent vers le donjon, attirant Lilith dans le four et la piégeant avant qu’elle ne s’en rende compte. Gretel allume le four, brûlant Lilith vivante. Gretel et Hansel s’échappent de justesse lorsque le gaz hallucinogène s’enflamme et que la cabane explose.
Plus tard, Gretel est dans la boulangerie de Lilith. Hansel s’arrête pour lui faire savoir que leur père sort de l’hôpital. Elle dit qu’elle va le rencontrer et il s’en va. Gretel va à la porte et retourne le panneau « fermé » pour le placer sur « ouvert », puis elle retourne au comptoir et prend une bouchée d’une tourte à la viande, en souriant de manière menaçante.

## Distribution
- Dee Wallace : Lilith, une sorcière multi-centenaire qui utilise de la viande humaine pour rajeunir sa jeunesse, et dirige la boulangerie « The Gingerbread Man ».
- Brent Lydic : Hansel Grimm
- Stephanie Greco : Gretel Grimm
- Steve Hanks : Brandon Grimm, le père de Hansel et Gretel
- Trish Coren : Ruby Lumiers, la future belle-mère de Hansel et Gretel
- Sara Fletcher : Jane, victime retenue captive dans la cabane de Lilith
- Clark Perry : Kevin, victime retenue captive dans la cabane de Lilith
- Lydia Woods : Dana, victime retenue captive dans la cabane de Lilith
- M. Steven Felty : shérif Woody Meckes
- Adrian Bustamante : l’adjoint du shérif Gerry Carter
- Jasper Cole : John, le fils de Lilith
- Frank Giarmona : Bobby, le fils de Lilith
- Mariangela Pagan : Sylvia (non nommée dans le film mais dans le générique, Sylvia est la victime qui apparaît dans les scènes d’ouverture du film)
- Jonathan Nation : le père de Jane, apparaît dans son hallucination
- Jerey Basia : Double

## Production
Le réalisateur Anthony C. Ferrante a personnellement demandé à Dee Wallace de se joindre à la production. Wallace a été attirée par son personnage parce que c’était plus qu’une sorcière stéréotypée. Wallace a trouvé la fusillade exténuante. Outre les problèmes de budget et de délais, les températures ont atteint 100 degrés Fahrenheit et il n’y avait pas de climatisation. Wallace a effectué ses propres cascades.

## Versions
Le film est sorti directement en DVD le 8 janvier 2013. Dans la tradition du catalogue de The Asylum, Hansel & Gretel est un mockbuster du film Hansel & Gretel : Witch Hunters de Paramount Pictures, Metro-Goldwyn-Mayer et MTV, qu’il a précédé de cinq jours.

## Accueil

### Réception critique
Scott Foy de Dread Central l’a noté 3 étoiles sur 5 et l’a appelé « un film d’horreur parfaitement correct » après avoir vu une citation trompeuse de ses commentaires dans un article précédent utilisé comme copie publicitaire. Mark L. Miller de l’AICN a écrit que le film a « quelques scènes intéressantes et créatives de grue et de gore » mais descend fréquemment dans le torture porn fastidieux. Dave Pace de Fangoria l’a noté 2 étoiles sur 4 et l’a appelé « une bonne soirée de divertissement » qui, en dehors d’une scène hallucinatoire choquante et imaginative, manque d’ambition. Rod Lott de l’Oklahoma Gazette a écrit que c’est « toujours techniquement un mauvais film, mais au-dessus du niveau habituel de dreck du label. ».

## Autour du film

### Suite
En 2015, The Asylum a sorti une suite intitulée Hansel contre Gretel, reprenant là où le premier film s’arrêtait.